# 1902 Wright Glider
Der 1902 Wright Glider oder kurz 1902 Glider  (deutsch „Gleiter“) war ein Experimental-Gleitflugzeug der Brüder Wright, das sie 1902 und 1903 flogen. Als erstes Flugzeug weltweit wurde dieser Gleiter um alle drei Raumachsen (Längs-, Quer- und Gierachse) aerodynamisch gesteuert, indem die zur Steuerung benötigten Kräfte durch Umlenkung der umströmenden Luft mit beweglichen Steuerflächen bzw. Tragflächenverwindung erzeugt wurden. Diese neue aerodynamische Flugsteuerung wurde 1906 patentiert und ist seitdem das am häufigsten im Flugzeugbau verwendete Verfahren. Der 1902 Glider war der direkte Vorläufer des Wright Flyers.

## Geschichte

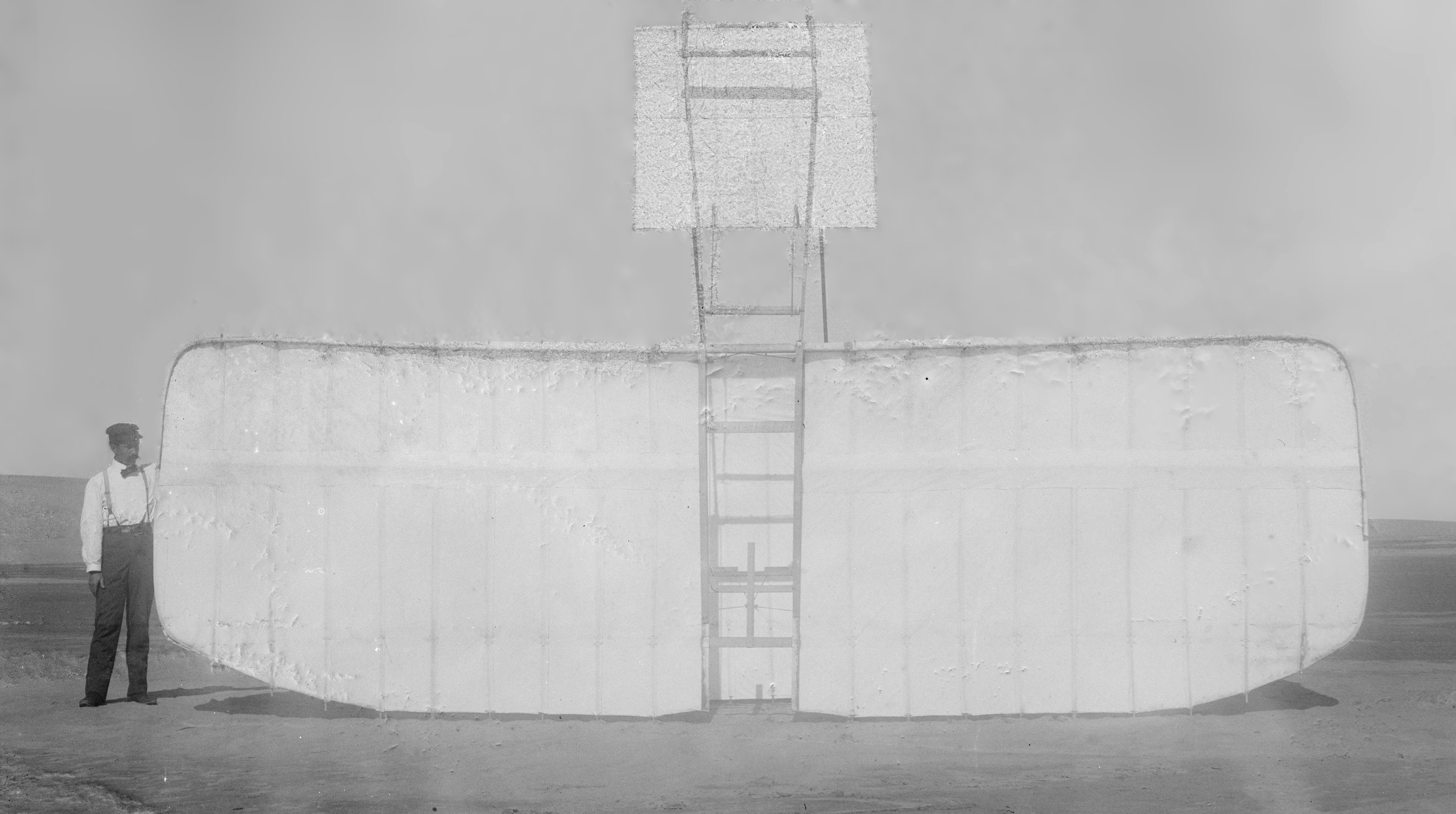
Der 1901 Glider, eine Vorversion des 1902 Gliders, 1901 auf dem Heck aufgerichtet mit der Nase nach oben. Wilbur vertrat bis 1901 die Meinung, dass ein Seitenleitwerk im Heck nicht notwendig sei.

1896 wurden die Brüder Wilbur und Orville Wright, die eine Reparaturwerkstatt für Fahrräder betrieben, von den Gleitflügen des verstorbenen Maschinenbauers und Flugpioniers Otto Lilienthal inspiriert, sich mit dem ungelösten Problem des Fliegens von Maschinen „schwerer als Luft“, dem Flugproblem, zu beschäftigen. Sie studierten Literatur dazu, die sie beim Smithsonian Institut erfragt hatten, wie Mouillards L’empire de l’air und Lilienthals Der Vogelflug als Grundlage der Fliegekunst. Anschließend strukturierten sie das Problem in drei Teilaufgaben: Die Konstruktion der Tragflügel, die Erzeugung und den Einsatz der Energie, die erforderlich ist, um die Maschine anzutreiben sowie die Kontrolle der Fluglage und die Steuerung der Maschine im Flug. Die Fragen zur Konstruktion der Tragflügel und zum Bau eines ausreichend leichten Luftfahrtantriebes beurteilten die Brüder als prinzipiell gelöst. Sie reduzierten das Flugproblem auf das aus ihrer Sicht noch ungelöste Problem der Flugsteuerung. Die Flugsteuerung durch Verlagerung des Schwerpunktes, wie sie Lilienthal und andere Gleitflugpioniere anwendeten, schätzten sie als unzulänglich und unsicher ein.
Darum fingen sie 1899 an, eigene Experimente zunächst mit einem Doppeldecker-Fesseldrachen durchzuführen, an dem sie bereits eine Längsachsensteuerung mit Tragflächenverwindung testeten. Die Doppeldecker-Tragflächenkonstruktion der Wrights ergab sich aus der Kombination von Wilburs Idee der Tragflächenverwindung, die er an einer quaderförmigen Pappschachtel durch Druck auf die diagonal gegenüberliegenden Ecken entwickelt hatte, mit der Doppeldeckerbauform des Chanute-Gleitflugzeugs von 1896.
Auf Basis dieser theoretischen Kenntnisse und praktischen Erfahrungen bauten die Brüder in den Jahren 1900 und 1901 zwei Doppeldecker-Gleitflugzeuge, die sie mit ihrer Längsachsensteuerung und einem Höhenruder zur Querachsensteuerung ausstatten, um die Wirksamkeit einer aerodynamischen Flugsteuerung im Fluge zu erproben. Da die Brüder bis 1901 die Meinung vertraten, dass Leitwerke im Heck nicht notwendig seien, wählten sie die Canard-Bauweise, bei der sich das Höhenleitwerk vor der Tragfläche befindet – eine Bauweise, die Wright-Flugzeuge von nahezu allen nachfolgenden Modellen anderer Hersteller unterscheidet.

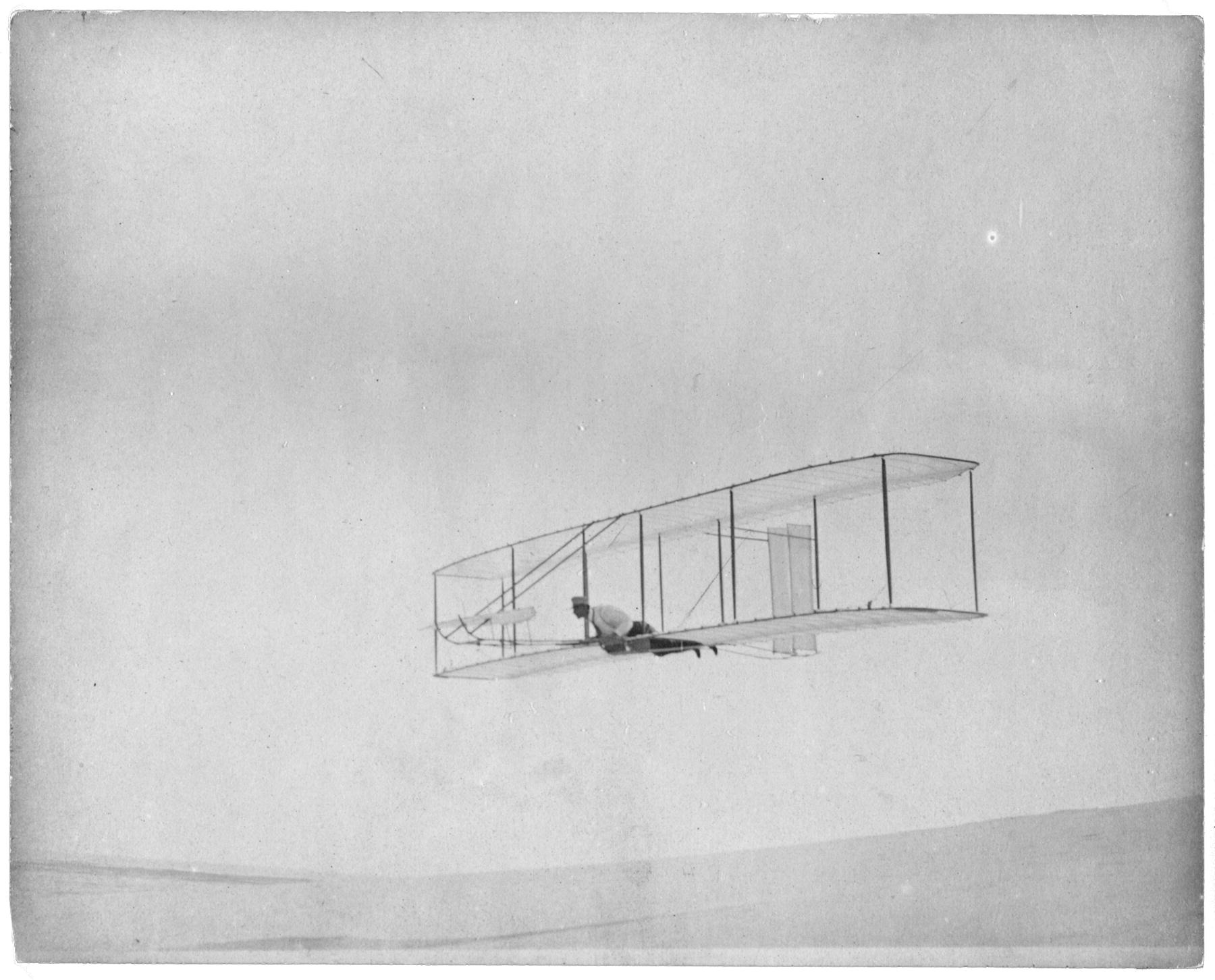
Der 1902 Glider im September 1902 in seiner ersten Version mit starren Seitenflächen hinten.

Als Testgelände hatten sie die rund 850 km Luftlinie von ihrem Heimatort Dayton entfernte Atlantikküste bei Kitty Hawk in North Carolina ausgewählt, weil sie ihnen vom United States Weather Bureau als einer der Orte mit sehr kräftigen und stetigen Winden benannt worden war und sich der Leiter der dortigen Wetterstation für ihr Anliegen sehr aufgeschlossen zeigte. Dort sammelten sie mit ihren Maschinen in mehreren hundert Gleitflügen mit Flugweiten zwischen 15 und 120 Metern Gleitflugerfahrung. Sie stellten dabei fest, dass die Auftriebskraft der entsprechend Lilienthal gestalteten Tragflächenprofile geringer war als erwartet. Zusätzlich waren sie mit der Flugstabilität bzgl. Quer- und Gierachse unzufrieden, die durch neue Phänomene beeinträchtigt wurde, die sie beim gefesselten und freien Gleitflug erlebt hatten. So verhielt sich die Veränderung des Druckpunktes in Abhängigkeit vom Anstellwinkel anders als in den ihnen zugänglichen Lehrbüchern beschrieben und beim „Rollen“ in Schräglage für einen Kurvenflug gierte ihr Gleitflugzeug entgegen der Kurvenrichtung aus dem Kurs.
Die Brüder, die bis dahin die Tabellen von Lilienthal für Auftrieb und Luftwiderstand von Tragflächen genutzt hatten, stellten sich zunächst im Herbst 1901 mit einem eigenen kleinen Windkanal eigene Tabellen zusammen. Auf den gewonnenen Daten aufbauend, entwarfen sie im Winter 1901/1902 ihren dritten Gleiter, den 1902 Glider, um neue Ideen zur Verbesserung der Flugstabilität testen zu können. Die Fertigung der Teile erfolgte bis in den August 1902 am Heimatort in Dayton, den Zusammenbau nahmen sie im August und September 1902 in ihrem Testflug-Camp Kill Devil Hills bei Kitty Hawk in North Carolina vor, wo sie dann auch alle Flüge mit der Maschine durchführten.

## Konstruktion
| Kenngröße       | Wert    |
| --------------- | ------- |
| Besatzung       | 1       |
| Länge           | 4,9 m   |
| Spannweite      | 9,6 m   |
| Höhe            | 2,4 m   |
| Flügelfläche    | 28,3 m² |
| Flügelstreckung | 6,5     |
| Leermasse       | 53 kg   |

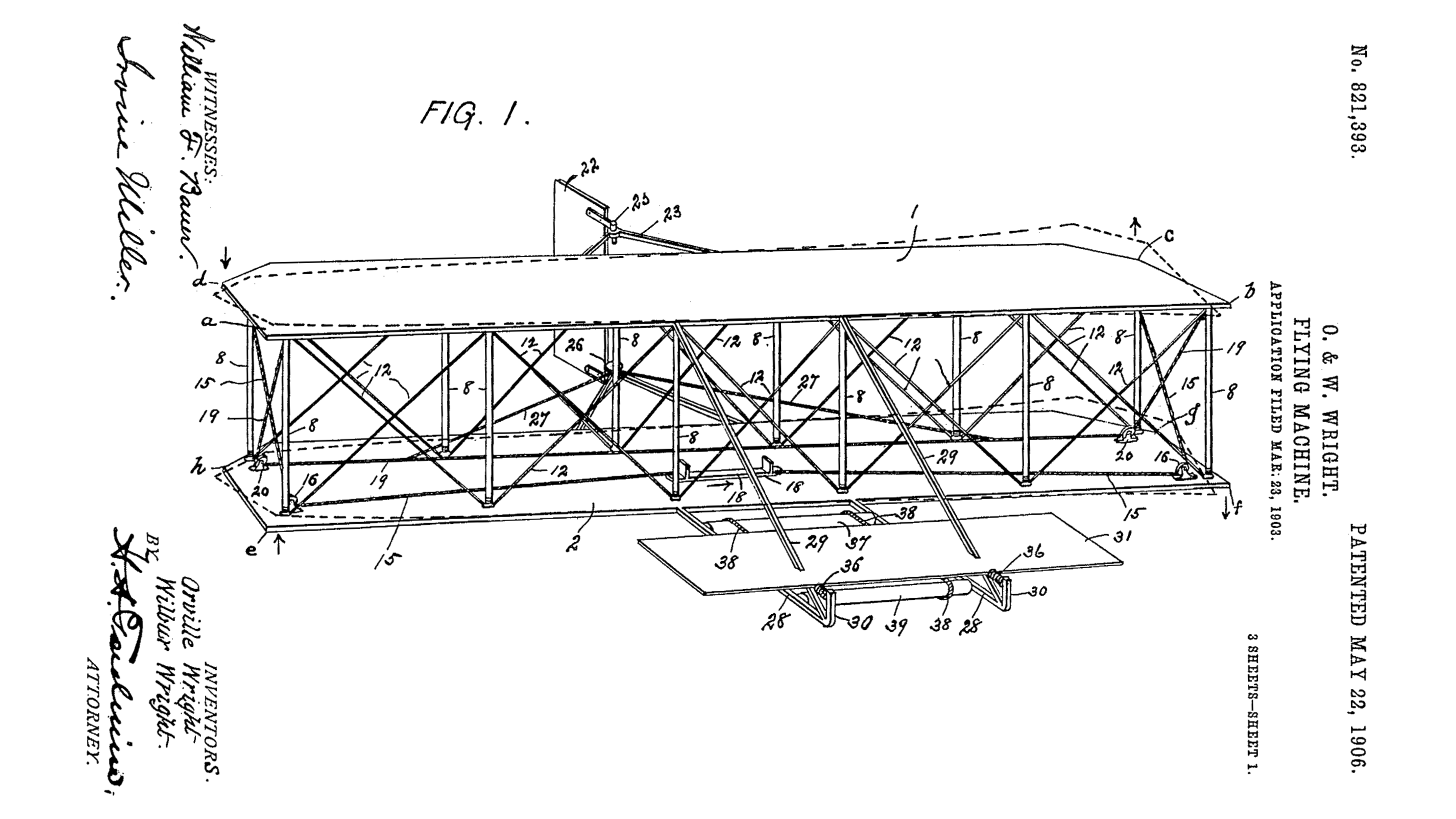
Figur I zum Patent Nr. 821393 von O. & W. Wright Flying Machine vom 23. März 1903

Der 1902 Glider war wie sein Vorgänger, der 1901 Glider (s. Bild 1901 Glider), ein Doppeldecker mit einer vorderen Höhensteuerfläche für die Querachsensteuerung (s. Bild Figur I., Detail-Nr. 31). Ebenso übernahmen sie die Flügelverwindung der Tragflächen für die Steuerung um die Längsachse (s. Bild Figur I, Detail-Nrn. 15, 16, 18, 19, 20). Im Vergleich zu den beiden früheren Gleitern waren die Tragflächen mit geringerer Profildicke und mit deutlich mehr Streckung versehen, was sich bei den Windkanaltests als effizienter erwiesen hatte. Zur Verbesserung der Flugstabilität um die Gierachse wurde am Heck des Gleiters eine feste vertikale Seitenfläche angebracht.
Bei dem 1902 Glider handelte es sich um eines der größten Experimental-Flugzeuge seiner Zeit. Hierfür achteten die Brüder Wright auf eine leichte und stabile Konstruktion. Für die tragende Struktur des Flugzeugs wählten sie ofengetrocknetes Fichtenholz („West Virginia White Spruce“). Mit der leichten Fichte konnten sie die Festigkeit erhöhen, weil bei gleichem Gewicht der Querschnitt größer war, was bei den druckbelasteten Bauteilen, z. B. bei den Holmen oder den Ständern zwischen den beiden Tragflächen, ein Versagen durch Knicken verringerte. Die Tragflächen und Leitwerke waren mit einem „Pride of the West“ genannten Musselin bespannt. Dieser feste Baumwollstoff, dessen Kett- und Schussfäden beim Bespannen zu den Flügel-Holmen und -Rippen in einem Winkel von 45 Grad ausgerichtet wurden, trug zur Festigkeit der Tragflächenkonstruktion bei.
Die Steuerorgane waren zugunsten eines möglichst geringen Luftwiderstands für einen bäuchlings im Zentrum liegenden Piloten eingerichtet. Das Höhenruder wurde durch Drehen einer horizontalen Sprosse vor dem liegenden Piloten bedient (s. Bild Figur I, Detail-Nr. 37). Die Verwindung der Flügelenden (Querruder) steuerte der liegende Pilot mit einem Schieber auf der Höhe der Hüfte, den er nach rechts oder links verschieben konnte, wenn er sein Becken nach rechts oder links bewegte (s. Bild Figur I, Detail-Nr. 18 u. Detail-Nrn. 15, 16, 19, 20). Das später angebrachte Seitenruder für die Gierachsensteuerung (s. Bild Figur I, Detail-Nr. 22) wurde auch mit dem Hüftschieber verbunden (s. Bild Figur I, Detail-Nrn. 19, 26, 27).

## Modifizierung

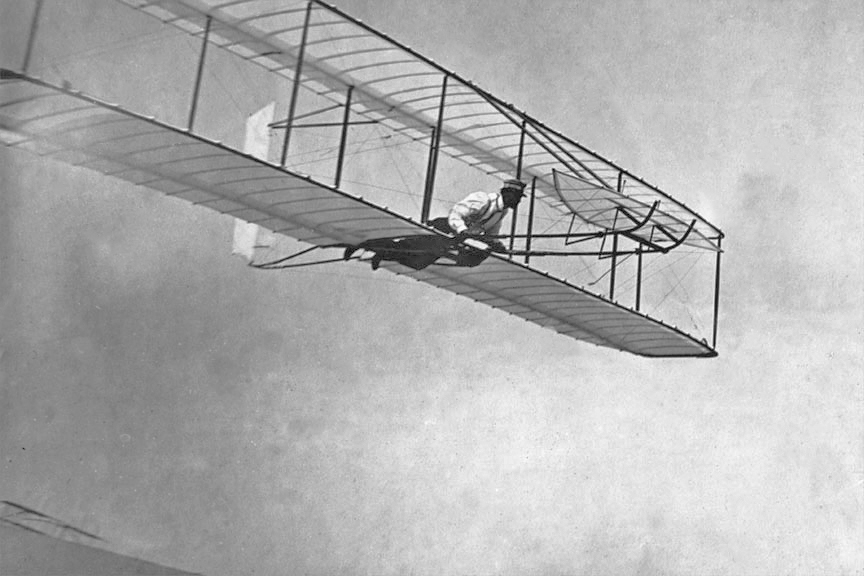
Der 1902 Glider im Oktober 1902 mit beweglichem Seitenruder hinten.

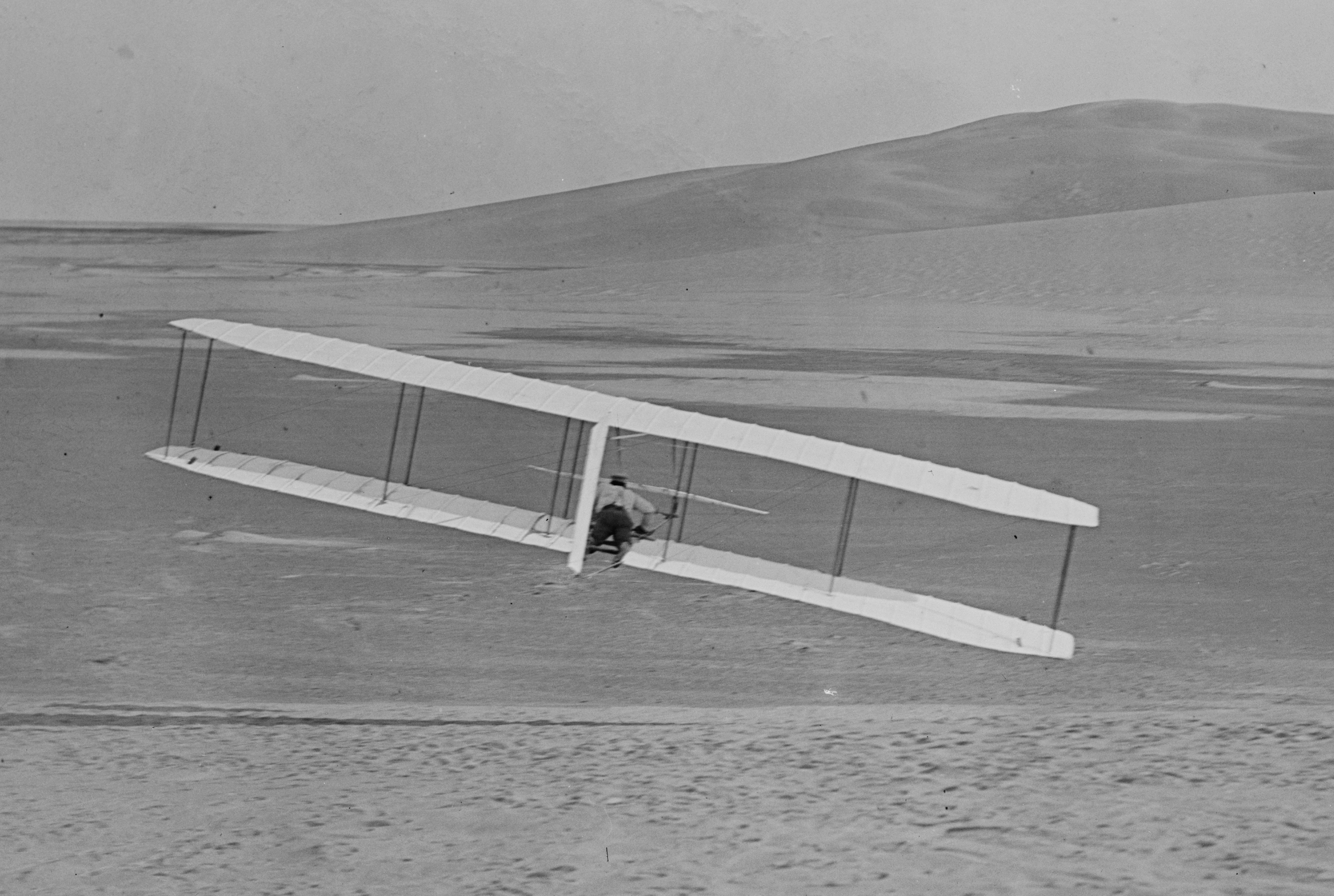
Beim Flug des 1902 Gliders in Rechtslage ist an der Seitenruderstellung nach links zu erkennen, dass eine koordinierte Linkskurve mit Flügelverwindung und Seitenruder eingeleitet wurde (24. Oktober 1902)

Bereits mit den ersten Flügen ab dem 19. September 1902 bemerkten die Brüder, dass sich das Gierproblem beim „Rollen“ des Flugzeugs mit der hinzugefügten starren Seitenleitfläche in bestimmten Fluglagen verstärkt hatte: „The addition of a fixed vertical vane in the rear increased the trouble, and made the machine absolutely dangerous.“ (dt. „Das Hinzufügen einer starren senkrechten Leitfläche im Heck verstärkte den Ärger und machte die Maschine absolut gefährlich.“)
Bei ihrer Analyse erkannten sie richtig, dass die durch die Tragflächenverwindung steiler angestellte Tragflächenseite, die sich anhebt, neben dem erhöhten Auftrieb zusätzlich auch einen erhöhten Luftwiderstand erzeugt, der wiederum eine deutliche Bremswirkung hervorruft. Folglich giert das Flugzeug ungewollt in Richtung der gebremsten Tragflächenseite und damit zur Rollrichtung „negativ“. Bei Fluggeschwindigkeiten nahe der Abrissgeschwindigkeit konnte das „absolut gefährlich“ werden, wenn der Pilot aus einer Kurvenlage in die Waagrechte zurückrollte und dabei die zum Boden gerichtete Trägflächenseite gebremst wurde. Im Falle eines Strömungsabrisses an dieser Seite in dieser Situation, sackte die Maschine dann seitwärts in Richtung der nach unten gerichtete Trägflächenseite weg, die dann auf dem Boden aufschlug und das Flugzeug herumwirbelte. Dieses Verhalten der Maschine – die Wrights bezeichneten es als „well digging“ (dt. „Brunnen graben“) – veranlasste die Brüder, alle Flüge sehr bodennah auszuführen.
Sie tauschten daraufhin vom 4. bis 8. Oktober 1902 die starren Seitenleitflächen (s. Bild 1902 Glider im September) gegen ein bewegliches Seitenruder (s. Bild 1902 Glider im Oktober 1902), das sie direkt mit der Rollsteuerung so koppelten, dass der Seitenruderausschlag dem negativen Wendemoment entgegengewirkte und es aufhob. Ab 8. Oktober 1902 setzten sie ihre Flüge mit der modifizierten Maschine fort.

## Nutzung

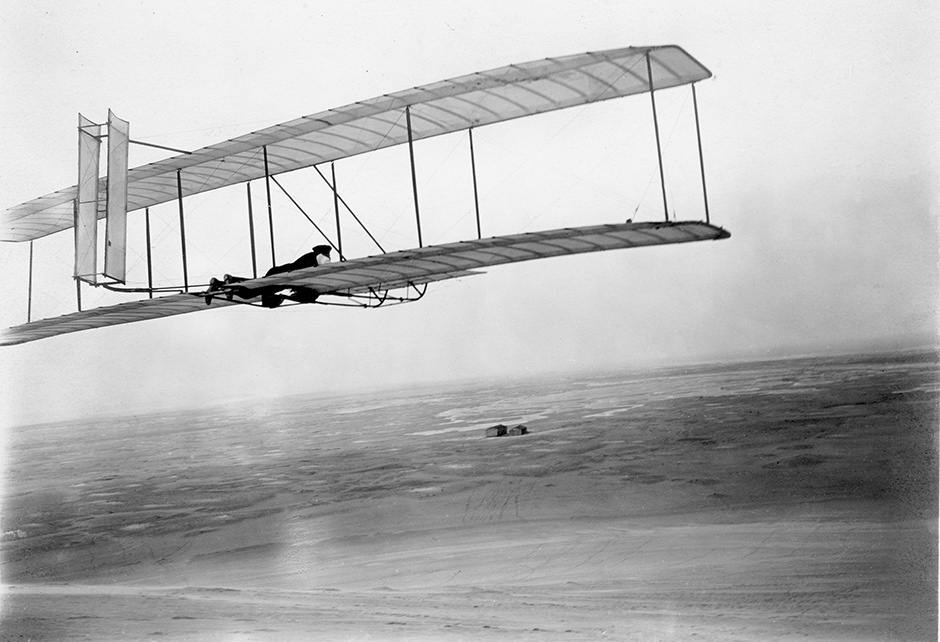
Der 1902 Glider im Oktober 1903 als Erprobungsträger für das Seitenruder des Wright Flyers (im Bildzentrum das Kill Devil Hills Camp der Brüder Wright)

Der Glider wurde durch das bewegliche mit der Flügelverwindung synchronisierte Seitenruder beim Kurvenflug richtungsstabil und von den Rollbewegungen ging keine Gefahr mehr aus. Die Wrights beherrschten damit den Kurvenflug und konnten die Maschine nach Belieben manövrieren. In dieser Konfiguration führten sie nach eigenen Angaben bis zum 24. Oktober 1902 rund 700 bis 800 Gleitflüge durch. Beim weitesten Flug legten sie 189,7 Meter (622,5 ft) in 26 Sekunden zurück.
1903 wurde der 1902 Glider von September bis November als Erprobungsträger für das für den Wright Flyer vorgesehene doppelte Seitenruder verwendet (s. Bild 1902 Glider im Oktober 1903) und ausgiebig genutzt, um Flug- und Steuerpraxis vor den anstehenden Motorflügen mit dem Flyer zu sammeln.

## Bedeutung

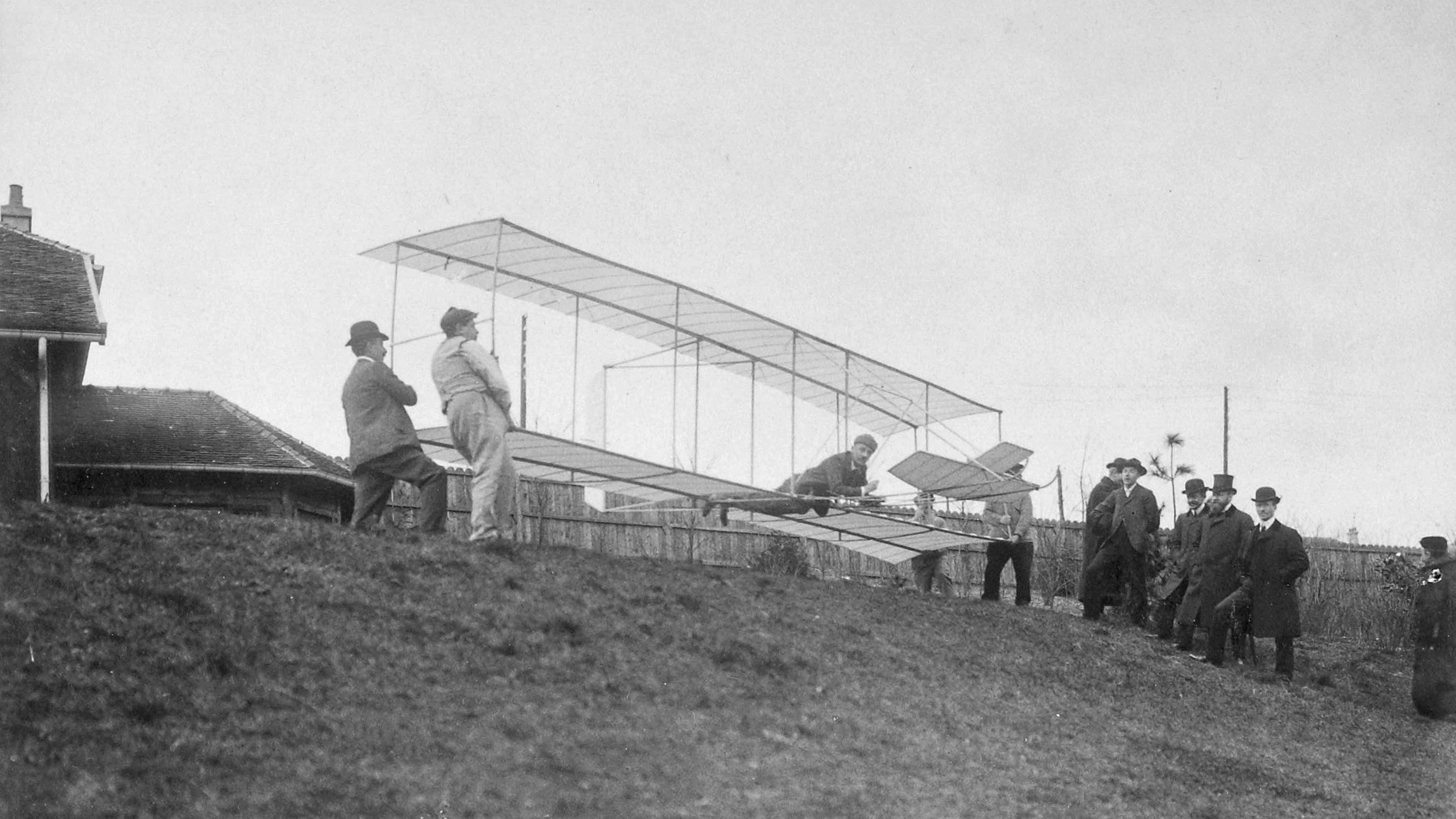
Die in Frankreich von Dargent gebaute Kopie des 1902 Wright Gliders mit Archdeacon in der Pilotenposition, 22. Februar 1904

Bei den Flügen mit dem 1902 Glider machten die Brüder mit dem negativen Wendemoment und ihrer Methode ihm entgegenzuwirken eine bedeutende flugtechnische Entdeckung (s. oben). Der 1902 Glider war 1902 weltweit das erste Flugzeug mit einer vollständigen aerodynamischen Flugsteuerung für alle drei Raumachsen. Damit war die Flugsteuerung vollständig und die Voraussetzung für die Motorisierung des Flugzeugs geschaffen, die mit der Weiterentwicklung des Gliders zum Wright Flyer auch von den Wrights selbst realisiert wurde. Das mit dem Bau und der Flugpraxis erworbene Know-how, der „bis dahin größten jemals geflogenen Maschine“, war für die Wrights die Grundlage für das am 23. März 1903 beantragte Patent einer Flying Machine, das 1906 unter der Nr. 821393 erteilt wurde. Die von den Wrights entwickelte aerodynamische Flugsteuerung durch Steuerflächen ist die im Flugzeugbau am häufigsten verwendete Steuerung.
Über die Ergebnisse und Fortschritte ihrer Versuche hielten die Brüder Wright Octave Chanute auf dem Laufenden, der seinerseits für Publikationen über die Wrights und ihren Glider in Zeitungen und Zeitschriften sorgte. Seine Beiträge enthielten zwar nicht alle Konstruktionsdetails, sie waren aber zum Teil mit Skizzen und genauen Größenangaben versehen. Auf Basis dieser Informationen wurde der 1902 Glider bereits 1903 von Georges Dargent in Chalais-Meudon nachgebaut. Diese nicht perfekte Kopie kaufte Ernest Archdeacon, ein französischer Förderer der Luftfahrt und Mitbegründer des Aéro-Club de France, der damit Anfang 1904 zusammen mit G. Voisin und F. Ferber Flugversuche in den Dünen von Merlimont in der Nähe von Berck-sur-Mer durchführte. Die Doppeldecker-Canard-Bauweise des 1902 Gliders, bei der sich das Höhenleitwerk vor der Tragfläche befindet, wurde von Voisin (Voisin Standard), Farman (Farman III), Curtiss (June Bug) und anderen für die ersten eigenen Flugzeug-Entwicklungen übernommen.
Der offizielle Biograph der Brüder Wright weist in seinem Vorwort zu Orville Wrights Buch How We Invented the Airplane auf die Bedeutung des 1902 Gliders hin:

„Es ist eine falsche Vorstellung, dass ein erfolgreicher Flug hauptsächlich durch das Fehlen effizienter Leichtmotoren verzögert wurde. Tatsache ist, dass die Wrights den größten Teil des Flugproblems – Gleichgewicht und Steuerung sowie die richtige Gestaltung der Flügel – in ihrem Gleiter von 1902 ohne Motor gelöst hatten. Ihr erstes Patent basiert auf diesem Gleitflugzeug. Bei ihren Gleitflügen im Jahr 1902 konnten sie sogar die Vögel schlagen! Sie maßen den Winkel in Bezug auf die Horizontale, in dem die Falken segelten, und sahen, dass sie selbst in einem kleineren Winkel glitten – so klein wie fünf und ein Drittel Grad. Und vergleichbares Material, wie es für den Bau des 1902 Gleiters verwendet wurde, stand doch Experimentatoren seit Hunderten von Jahren zur Verfügung. Vorherigen Experimentatoren fehlte nur das Wissen über aerodynamische Prinzipien, das die Wrights sorgfältig erworben hatten.“

## Verbleib

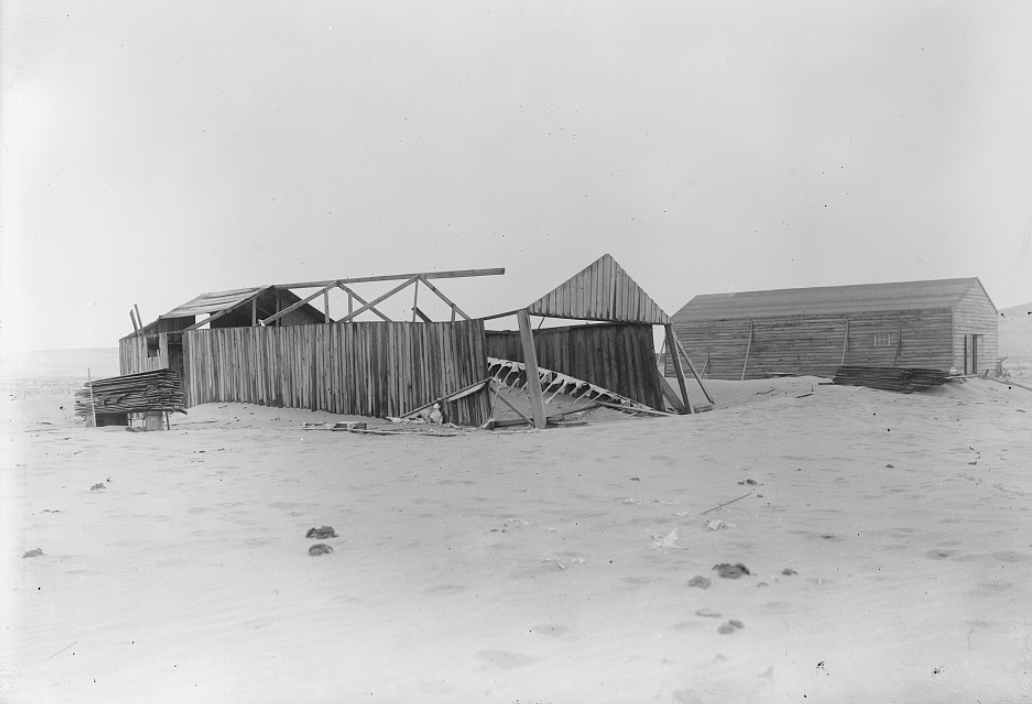
Blick am 10. April 1908 auf das Kill Devil Hills Camp von Nordosten. Der Schuppen von 1902 befindet sich auf der linken Seite, die Seitenwände stehen noch, aber das Dach und das Nordtor fehlen. Die Überreste des 1902 Gliders liegen von Sand überweht am Boden.

Der 1902 Wright Glider wurde nach der Flugsaison 1903 in einem Schuppen des Camps von Kill Devil Hills eingelagert und fiel dem rauen Wetter der Region zum Opfer, das den Schuppen abdeckte und damit den Gleiter der Witterung aussetzte und zerstörte.
Für Museen, Filmaufnahmen und anlässlich des 100-jährigen Motorflug-Jubiläums im Jahr 2003 wurden eine Reihe von 1902 Glidern – einige davon flugfähig – in Originalgröße nachgebaut. Nachbauten sind unter anderem im National Soaring Museum in Elmira, New York, im National Air and Space Museum der Smithsonian Institution in Washington, D.C. und im Terminal des Flughafens Chūbu zu sehen.

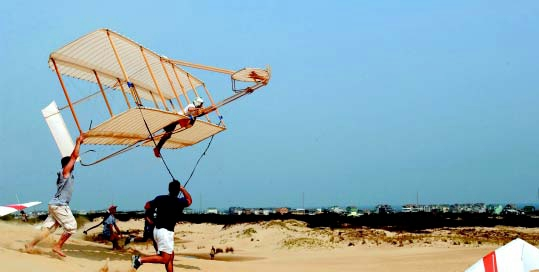
Nachbau des 1902 Wright Gliders anlässlich des Centennial of Flight Jubiläums im Flug in Kitty Hawk, 2003
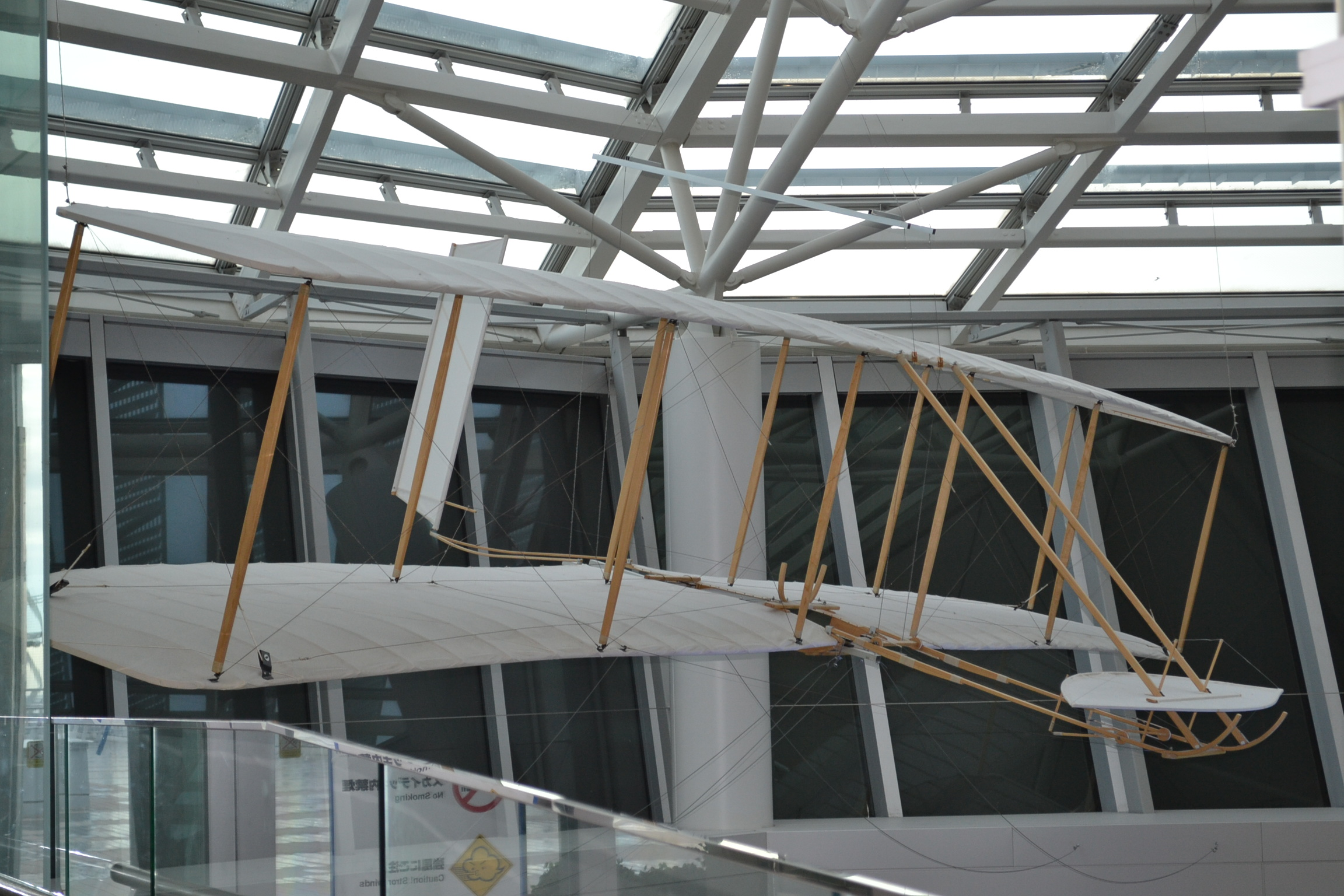
1902 Wright Glider Nachbau im Terminal des Flughafens Chūbu, 2013
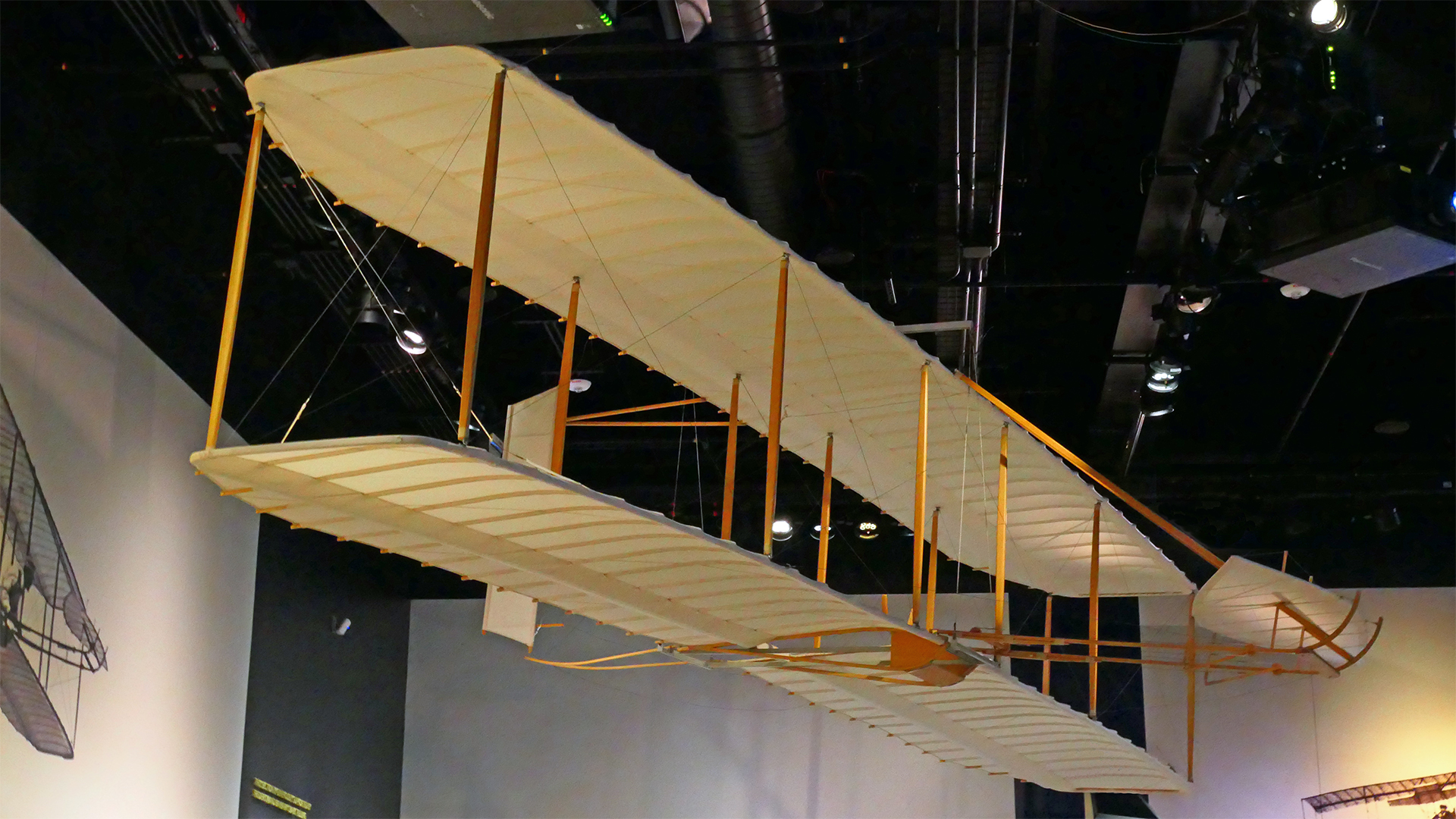
1902 Wright Glider Nachbau im National Air and Space Museum, 2023